# 戴利·梅菲
戴利·梅菲（英語：Daryl Murphy，1983年3月15日—），乃一名愛爾蘭職業足球員，司職前鋒，但他可以踢左翼。目前效力愛爾蘭超級足球聯賽球會禾達福特。

## 生平

### 球會
沃特福德聯
戴利·梅菲早年在英格蘭球會修安聯及盧頓效力，但都不能成為一隊球員，最後重返家鄉為球隊沃特福德聯隊效力。他共為球隊上陣55次，射入39球。
新特蘭
戴利·梅菲在沃特福德的表現得到新特蘭的注意，最後在2005年6月以10萬英鎊加盟簽約兩年，成為新特蘭在2005/06年球季第一宗的收購。他初期表現不理想，被外借至錫周三一個月，及後在2006年2月12日對熱刺的主場比賽取得首個入球。
在2006/07年球季，新特蘭降級，他在季前熱身賽的表現令他得到11號球衣。整個球季，他為新特蘭射入了10個入球，漸漸與成了球隊的正選前鋒組合，並令球隊重返英超。
在2007/08年球季，在2月9日主場對韋根的入球，成了二月的最佳入球。在4月26日主場對米杜士堡的入球成功令球隊護級。
2009年夏季新特蘭同意以150萬英鎊將戴利·梅菲出售到侯城，但未能就私人條件達成協議而拉倒。2010年2月1日被外借到英冠球會葉士域治直到球季結束。
些路迪
2010年7月16日戴利·梅菲轉投蘇超些路迪，轉會費約150萬英鎊，簽約三年，完成兒時夢想，加盟首季上陣21場及射入3球。
2011年8月25日戴利·梅菲被外借返回英冠加盟葉士域治直至球季結束。
2012年8月31日，英冠球會葉士域治再次向蘇超球會些路迪借用戴利·梅菲，借用至球季結束。
葉士域治
2013年6月7日，英冠球會葉士域治簽入被蘇超球會些路迪放棄的戴利·梅菲，合約7月1日生效，為期兩年。
2014年7月2日，31歳的戴利·梅菲與葉士域治簽署一份新的兩年合約。

### 國家隊
戴利·梅菲於2007年至2008年期間共為愛爾蘭上陣9次，沒有入球。2014年3月開始再度入選愛爾蘭國家足球隊。

## 榮譽
新特蘭
- 英格蘭足球冠軍聯賽冠軍：2004-05年、2006-07年；

些路迪
- 蘇格蘭足總盃冠軍：2010/11年；

個人
- 愛聯最佳年青球員：2005年；

## 外部連結
- 戴利梅菲新特蘭官方球員介紹 （页面存档备份，存于）
- 足球数据库：戴利·梅菲的球员统计数据
- 戴利梅菲 Playerhistory.com的介紹 （页面存档备份，存于）